# نورخه لوئیس ورا
نورخه لوئیس ورا (انگلیسی: Norge Luis Vera؛ زادهٔ ۳ اکتبر ۱۹۷۱) بازیکن بیسبال اهل کوبا بود.